# Vitali Zastukhov
Vitali Zastukhov (en russe : Виталий Сергеевич Застухов), né le 27 juillet 1947, à Erevan, dans la République socialiste soviétique d'Arménie (Union soviétique) et décédé le 17 novembre 2001, à Erevan, est un ancien joueur russe de basket-ball. 

## Palmarès
- Champion d'Europe 1969
- 3e du championnat du monde 1970